# Jakiv Jakovič Hnizdovskij
Jakiv Jakovič Hnizdovskij (ukr. Яків Якович Гніздовський, eng. Jacques Hnizdovsky); (Ukrajina, Pilipče, 27. siječnja 1915. - SAD, New York, 8. studenoga 1985.); je ukrajinski i američki umjetnik, slikar, kipar, dizajner i ilustrator. Jakiv potječe iz ugledne plemićke obitelji Korab koja svoju povijest bilježi od 1242. godine. 
Studirao je likovnu umjetnost u Varšavi i Zagrebu, a iza njega je ostalo 100-tinjak kvalitetnih umjetničkih slika, 300-tinjak radova izrađenih u različitim materijalima poput drva, linoreza i drugih obradivih materijala te drugih radova. Godine 1949. Jakiv je preselio u SAD gdje je nastavio svoj umjetnički rad, posebno u obradi i rezbarenju drveta. Imao je veliki interes za japanski drvorez i umjetnost.

## Galerija autorskih radova
- Božićna čestitka (1950.-te)
- Dijete za vrijeme molitve
- Sveto navještenje (1982.)
- Uskrsna razglednica

## Dio oslikanih publikacija
- «The Poems of John Keats», 1964.
- «The Poems of Samuel Taylor Coleridge», 1967.
- «Tree Trails of Central Park», 1971.
- «The Poetry of Robert Frost», 1981.
- «Signum Et Verbum», 1981.
- «The Girl in Glass», 2002.
- «The Adventurous Gardener», 2005.

## Vanjske poveznice
- Biografija Jakiva Hnizdovskog (eng.)  Arhivirana inačica izvorne stranice od 3. travnja 2009. (Wayback Machine)
- Galerija radova Jakiva Hnizdovskog (eng.)